# ASPTT Nancy
El ASPTT Nancy es un club polideportivo francés con sede en la ciudad de Nancy.
En el club se practican varias actividades: waterpolo, fútbol, balonmano, natación,...

## Historia
ASPTT es el acrónimo de Association sportive des postes, télégraphes et téléphones. El cual es una asociación polideportiva francesa con sede en varias ciudades.
Las instalaciones de waterpolo están en la piscina olímpica de Nancy Gentilly. Es el equipo de waterpolo femenino más laureado a nivel nacional francés.

## Palmarés de waterpolo
- 12 veces campeón de la liga de Francia de waterpolo femenino